# Ella Petersson
Ella Petersson, född 5 juli 1977, är en svensk programledare. År 2015 blev hon programledare för Kulturstudion i SVT2.
Hon var kanalchef på Sveriges Radio P2 2021 - 2024.
Petersson är även programledare för Kulturfrågan Kontrapunkt sedan 2017.